# Anthurium ramosii
Anthurium ramosii är en kallaväxtart som beskrevs av Thomas Bernard Croat. Anthurium ramosii ingår i släktet Anthurium och familjen kallaväxter. Inga underarter finns listade.